# Fan Ying
Fan Ying (chinesisch 范瑛, Pinyin Fàn Yīng; * 12. Februar 1986 in Peking) ist eine chinesische Tischtennisspielerin. Bei den Asienmeisterschaften 2009 wurde sie Dritte im Einzel. Sie verwendet die europäische Schlägerhaltung Shakehand und ist Rechtshänderin.

## Werdegang
Fan war schon früh ein außerordentliches Talent in China. So gewann sie 2009 die Danish Open im Doppel, wurde Zweite bei den Polish Open (ebenfalls im Doppel) und stellte mit drei Grand-Finals-Siegen einen (damals) neuen Rekord auf. Im Einzel erreichte sie bei den Weltmeisterschaften 2005 das Viertelfinale, wo sie dann scheiterte. Außerdem sicherte sie sich 2003 den Asien Pokal. Zeitweise spielte sie beim österreichischen Verein SV Ströck (bis 2012), mit dem sie 2012 das Finale der Championsleague erreichte.
Fan beendete ihre Karriere im Nationalteam 2014.

## Erfolge

### Weltmeisterschaften
- 2005 Viertelfinale im Einzel
- 2011 Achtelfinale im Einzel
- 2009 Viertelfinale im Mixed

### Asienmeisterschaften (Asienpokal)
- 2009 Halbfinale im Einzel
- 2009 Gewinnerin mit dem Team
- 2003 Gewinnerin im Einzel

### Pro Tour Grand Finals
- 2002 Viertelfinale im Doppel

### Pro Tour Turniere
- 2009 Polish Open Gewinnerin im Einzel
- 2002 German Open Vize-Gewinnerin im Einzel
- 2005 German Open Vize-Gewinnerin im Einzel
- 2009 Slowenish Open Vize-Gewinnerin im Einzel
- 2002 Austrian Open Gewinnerin im Doppel
- 2009 Polish Open Gewinnerin im Doppel
- 2004 China Open Vize-Gewinnerin im Doppel
- 2009 Danish Open Vize-Gewinnerin Doppel